# Raúl Rizzo
Raúl Rizzo (Buenos Aires, 18 de junio de 1948) es un actor de cine, televisión y teatro argentino.

## Trayectoria
Su aprendizaje empezó como un juego. En las siestas de su casa de Liniers, donde vivía con tíos, abuelos, padres y hermanos, veían una película y después Raúl reproducía cada uno de los personajes cuando todos se iban a dormir. Su camino comenzó a definirse en el momento en que ingresó a un grupo de teatro del barrio. Pero fue a sus 14 o 15 años, al ver a Alfredo Alcón en teatro, cuando las dudas de su vocación se disiparon. Así, en plena adolescencia, se decidió a estudiar con Alejandra Boero.
En 1971 llegó su primer trabajo profesional, en Madre Coraje, de Bertolt Brecht. Lo acompañaban otros nuevos actores de su camada, como Juan Leyrado, Mario Pasik y Adrián Ghío. Después, hizo una publicidad de cigarrillos que le regaló cierta popularidad y le permitió acceder a pequeños papeles. Tuvo algunas participaciones en películas, como Los éxitos del amor, en 1979, hasta que, finalmente, llegaron roles más importantes cuando lo pusieron como uno de los galanes de María Valenzuela en unas comedias de verano que hacía Alberto Migré, Allá lejos y hace tiempo.
Su trayectoria actoral dice que, entre muchas otras cosas, en teatro hizo El hombrecito, De pies y manos, En familia, Rayuela, Yo no soy Rappapot y Paradero desconocido. Además, protagonizó la pieza de Pacho O'Donnell que toma al pintor holandés Vincent Van Gogh, rechazado y aislado por la sociedad de su época, como un ejemplo de quienes, a pesar de todo, intentan vivir según sus propias convicciones.
En televisión, uno de los fuertes de su carrera pasó por Dar el alma, en 1984, que protagonizó con Cecilia Maresca. Además hizo Los vínculos (1987), Los miedos (1980), La extraña dama (1989), Primicias (2000), Kachorra (2002) y una larga lista de telenovelas y series.
El papel más sobresaliente de Raúl en el cine tuvo lugar en 1980 en la película Desde el abismo, donde compartió créditos con Thelma Biral.
Raúl Rizzo es reconocido por sus personajes de villano. Su interpretación en Padre Coraje como el intendente sin escrúpulos Manuel Costa le ha supuesto el reconocimiento de la crítica.
Aunque sus roles de «malo» han sido los más representativos, su carrera está repleta de numerosos y variados papeles.

## Vida personal
Sobre sí mismo y su profesión, opina:

Sí, es difícil resistir en esos términos, pero creo que a mí me convocan no porque sea un lindo, sino por mi trayectoria y por lo que puedo aportar actoralmente.
Raúl Rizzo

En su juventud, Raúl fue futbolista, pasando por las inferiores de Atlanta, Ferro, Excursionistas y Deportivo Español.
En el terreno personal, se casó con la coreógrafa Silvia Vladiminsky, con quien armó Teatro Fantástico a principios de los años 80. Se trataba de una combinación de danza, teatro y pantomima que Rizzo y su mujer escribían y dirigían. Más tarde, tuvo una larga convivencia con la actriz Isabel Quinteros, a quien se la recuerda por su participación en Las tumbas, de Javier Torre. Ella es la madre de sus hijas Anahí y Camila.
Fuera de escena, a Rizzo se le conoce su activa participación en política. Estuvo al frente de la obra social del sindicato de actores y su nombre suele aparecer en las convocatorias de grupos de derechos humanos. Durante la dictadura trabajo en la escena del Teatro Independiente. Representó más de 40 obras de distintos géneros teatrales al igual que varios unipersonales. Realizó giras por casi todo el interior de la República Argentina, Uruguay, Chile Venezuela, etc
En la familia Rizzo ligada al ambiente artístico había un tío músico y un primo que se dedicó al cine.
Aunque le gusta trabajar en televisión, la crítica duramente. Entre sus desagrados, se cuentan principalmente los reality show, de los que dice son como una planta a la que le creció una rama degenerada.
A Raúl le gustan las propuestas que le permitan «jugar a fondo», aún en la televisión, donde el trabajo es agotador y mucho más unilateral que en el teatro. Disfruta haciendo papeles diferentes, como el de Pelusa en Primicias o el del intendente Costa en Padre Coraje, porque asegura que, muchas veces, la visión del propio personaje termina modificando el guion.
En 2019, Raúl Rizzo se casó con Paola Tumino, de 46 años.
Luego le siguieron otras obras como el juguete rabioso (1998), Dos ilusiones (2004), Más que un hombre (2007), Amapola (2014) y Gato negro (2014). Fue dirigido en la pantalla grande por grandes de la talla de Raúl de la Torre, Pino Solanas, Gastón Gallo y Eugenio Zanetti.
El 11 de enero de 2024, su hija Anahí murió a los 34 años causando un paro cardíaco. El cuerpo fue hallado sin vida en el departamento del barrio porteño de Constitución. También era actriz como el padre 
En 2024 volvería al teatro con El cruce sobre el Niágara, la pieza del dramaturgo peruano Alonso Alegría, junto a una nueva versión de El cruce sobre el Niágara.

### Polémica
El 29 de octubre de 2016 fue expulsado de un programa por Nicolás Magaldi, cuando el Walter Lanaro, diputado por Cambiemos, al hablar del aumento de la pobreza ese año dijese que era «peligroso» preguntarse cómo vivía la gente el año pasado y como está ahora.

La cantidad de pobres es para discutir. Ustedes generaron miles de pobres. ¡Hay gente durmiendo en las veredas! Termínenla con ser tan cínicos.
Raúl Rizzo

Al hablar de la inminente temporada teatral de Mar del Plata, advirtió que será aún peor que la del 2002, inclusive considerando la reciente crisis del 2001.

No soy políticamente correcto. Vivo al día, soy actor. Estos son accionistas del hambre de la gente. [...] Hay un solo sector que gana mucho dinero: le sacaron las retenciones. Siempre ganó plata y ahora gana mucho más. ¿Frente a estas cosas hay que ser moderado y correcto y escuchar cinismo? ¡No, por favor. No tengo por que, estoy demasiado grande!
Raúl Rizzo

. Posteriormente la producción se disculpó con el actor por el actuar del conductor. Luego se supo que Magaldi había decidido días antes retirarse del canal para ir al canal oficialista La Nación.En 2017 junto a otros actores denunció la existencia de listas negras al respecto opinó “La cosa está muy muy dura. Somos muchos los actores que no aparecemos hace rato... Hay algunas productoras que han tomado represalias por la forma de pensar de los actores”El actor había formado parte de las listas negras durante el Proceso de Reorganización Nacional 
En agosto de 2018 el actor fue nombrado por la Legislatura porteña de forma unánime Personaje destacado de la Cultura en la Ciudad de Buenos Aires, en el acto de entrega del galardón, su mujer Paola Tumino.En 2005 en el marco de la popular novela Padre Coraje acompañó la entrega al mejor actor protagónico, que ganó Facundo Arana, y al mejor actor de reparto, que obtuvo Raúl Rizzo. En 2010 recibe el premio Estrella de Mar al elenco Mejor Obra, ese año destacó en los premios ACE y ganó Espectáculo Teatral 2019 por los Premios José María Vilches.

## Filmografía

### Cine
- 1978: Los médicos
- 1979: Los éxitos del amor
- 1980: Desde el abismo
- 1983: No habrá más penas ni olvido
- 1984: La Rosales
- 1986: Expreso a la emboscada
- 1986: Los amores de Laurita
- 1987: El año del conejo
- 1997: Comodines
- 2004: ¿Viste el diario hoy?
- 2004: Roma

### Televisión
| Televisión | Televisión                 | Televisión                           | Televisión                         |
| ---------- | -------------------------- | ------------------------------------ | ---------------------------------- |
| Año        | Título                     | Personaje                            | Notas                              |
| 1978       | Allá lejos y hace tiempo   |                                      |                                    |
| 1978       | Juana rebelde              |                                      |                                    |
| 1979       | Profesión, ama de casa     |                                      |                                    |
| 1980       | Un ángel en la ciudad      | Raúl                                 | Recurrente                         |
| 1980       | Los Miedos                 |                                      |                                    |
| 1982       | Llévame contigo            | Claudio                              | Elenco Principal                   |
| 1983       | Mundo opuestos             | Claudio de Morales                   | Protagonista                       |
| 1984       | Dar el alma                |                                      | Protagonista                       |
| 1985       | Libertad condicionada      | Roberto Guzmán                       | Recurrente                         |
| 1986       | La mentira                 | Eduardo Singerman                    | Protagonista                       |
| 1987       | Los vínculos               |                                      |                                    |
| 1987       | Ficciones                  |                                      |                                    |
| 1988       | De Fulanas y Menganas      | Cap "Doble vida"                     | Participación Especial             |
| 1989       | La Extraña Dama            | Pedro Guillon                        | Elenco Principal                   |
| 1990       | Atreverse                  | Cap 22: Tarde o temprano             | Participación Especial             |
| 1991       | Alta Comedia               | El príncipe y la corista             | Elenco Rotativo                    |
| 1991       | Chiquilina mía             |                                      |                                    |
| 1991       | Cosecharás tu siembra      |                                      | Actor Invitado                     |
| 1992-1993  | El precio del poder        | Folko Santini                        | Coprotagonista                     |
| 1993-1994  | Marco, el candidato        |                                      |                                    |
| 1995       | Sheik                      | Rachid                               | Antagonista                        |
| 1996       | Poliladron                 | Salcedo                              | Participación Especial             |
| 1996       | El último verano           |                                      |                                    |
| 1997       | El Rafa                    |                                      |                                    |
| 1997       | Ciudad Prohibida           |                                      |                                    |
| 1998       | Fiscales                   |                                      |                                    |
| 1998       | R.R.D.T.                   | Víctor Fraquia                       | Antagonista                        |
| 1998-1999  | Como vos & yo              | Gonzalo Martínez Godoy               | Antagonista                        |
| 1999       | El hombre                  | Nicolás Ortiz                        | Coprotagonista                     |
| 2000       | Primicias                  | Carlos "Pelusa" Armill               | Elenco Principal                   |
| 2001-2002  | El sodero de mi vida       | Diego                                | Elenco Principal                   |
| 2002       | Kachorra                   | Carmelo Capello                      | Participación Especial             |
| 2003       | Los simuladores            |                                      | Participación Especial             |
| 2004       | Padre Coraje               | Manuel Adolfo Costa                  | Antagonista                        |
| 2005       | Botines                    | Varios                               |                                    |
| 2006       | Mujeres asesinas           | Esposo Ep: Yiya Murano, envenenadora |                                    |
| 2006-2007  | Amas de casa desesperadas  | Pablo Oviedo                         | Antagonista                        |
| 2008       | Mujeres asesinas           | Julián. Ep. Thelma, impaciente       | Participación Especial             |
| 2008-2009  | Don Juan y su bella dama   | Rafael Cané                          | Antagonista                        |
| 2010       | Secretos de amor           | Dr. Mauricio Eneas                   | Participación Especial             |
| 2011       | Tiempo de pensar           | Varios                               | Elenco rotativo                    |
| 2011       | Víndica                    | Ep: 1                                | Elenco Rotativo                    |
| 2012       | Sos mi hombre              | Iván Garay                           | Participación Especial/Antagonista |
| 2013       | Televisión por la justicia | "La mochila" Episodio 9              | Participación Especial             |
| 2015       | El mal menor               | Antonio Episodios 12 y 13            | Elenco rotativo                    |
| 2019       | Pequeña Victoria           | Alfredo Uriburu                      | Elenco Secundario                  |
| 2024       | Un león en el bosque       | Papá de Macarena                     | Elenco Secundario                  |

## Premios y nominaciones
| Año  | Premio               | Categoría                    | Programa                                | Resultado |
| ---- | -------------------- | ---------------------------- | --------------------------------------- | --------- |
| 2007 | Premio Martín Fierro | Actor de reparto en Drama    | Amas de casa desesperadas y Cara a cara | Nominado  |
| 2004 | Premio Martín Fierro | Actor Protagonista de Novela | Padre coraje                            | Nominado  |
| 2000 | Premio Martín Fierro | Actor de reparto en Drama    | Primicias                               | Ganador   |

### Teatro
- Madre Coraje
- Garabatín, el extraño asistente.
- Las visiones de Simone Machard.
- De pies y manos.
- El hombrecito.
- Esclava del alma.
- Bonifatti y Perinelli.
- En familia.
- Rayuela.
- Paradero desconocido.
- Hipólito y Fedra.
- Van Gogh.
- Yo no soy Rapappot.
- La tentación.
- Tierra adentro.
- Santa Juana de América.
- Juan Moreira (Actor).
- Código de Familia (Actor)
- Nunca será igual con otro.
- Hansel y Gretel (Voz en Off).
- El hombre elefante (Actor).
- Desde el jardín, de la República de Palermo (actor)